# Semiothisa regressa
Semiothisa regressa là một loài bướm đêm trong họ Geometridae.